# Dião de Siracusa

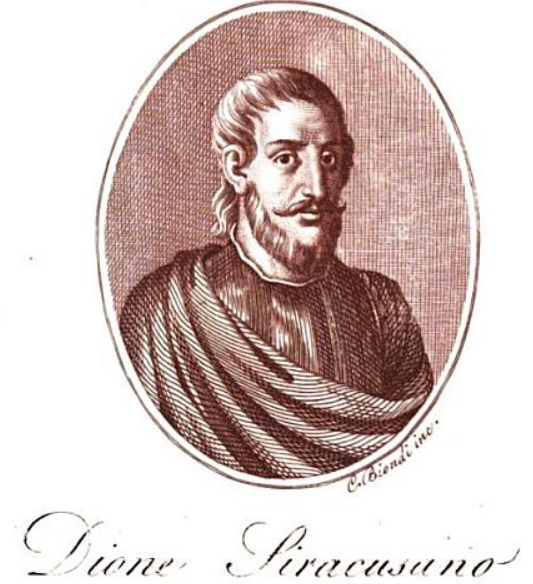
"Dião de Siracusa". Gravura de 1821

Dião ou Díon (em grego:  Δίων ὁ Συρακόσιος  ; 408–354 a.C.), tirano de Siracusa na Sicília, era filho de Hipparino e cunhado de Dionísio I de Siracusa. Discípulo de Platão, ele se tornou o ministro e conselheiro de maior confiança de Dionísio I. No entanto, sua grande riqueza, sua crença no platonismo e sua ambição despertaram as suspeitas do filho e sucessor de Dionísio I, Dionísio II. Uma carta indiscreta de Dião aos cartagineses levou ao seu banimento. Estabelecendo-se em Atenas, ele viveu uma vida próspera até que Dionísio II o despojou de suas propriedades e renda. Desembarcando na Sicília em 357 a.C., ele foi bem-sucedido na conquista de Siracusa (exceto a cidadela). No entanto, Dião logo brigou com o líder radical Heráclides e foi forçado ao exílio. Recordado em 355 a.C., ele se tornou o senhor de toda a cidade, mas seu comportamento imperioso e demandas financeiras para o povo de Siracusa logo alienaram a população. Seus partidários o abandonaram e ele foi assassinado. Suas tentativas de libertar a Sicília só trouxeram caos político e social para a ilha, que durariam quase 20 anos.

## Família
Dião era filho do estadista de Siracusa Hipparino, que serviu com Dionísio I no exército de Siracusa. Os outros filhos de Hipparinus foram Megacles e Aristomache. Aristomache casou-se com Dionísio I, que também se casou com Doris de Locris na mesma época. Embora a irmã de Dião fosse popular entre seus companheiros siracusanos, foi Dóris quem deu à luz o herdeiro de Dionísio I, Dionísio II .
Aristomache teve quatro filhos. Destes filhos, Sophrosyne se casou com Dionísio II e Arete se casou com Dião (com o filho deles sendo chamado de Hipparino).

## Conselheiro de Dionísio I
Como conselheiro de confiança de Dionísio I, Dião recebeu as tarefas diplomáticas mais importantes. Dião se destacou no gerenciamento das embaixadas que lidavam com Cartago. Dionísio I estava tão satisfeito com o papel de Dião como conselheiro que finalmente o autorizou a sacar dinheiro do tesouro de Siracusa. O tirano exigia, no entanto, ser informado diariamente quando o fizesse. Apesar dessa exigência, Dião ficou extremamente rico e sua residência foi magnificamente mobiliada. No entanto, Dião ocasionalmente criticou Dionísio I.
Desde sua juventude, Dião se destacou em atividades intelectuais, particularmente em filosofia. Platão e Dião se conheceram em 387 a.C., quando o filósofo, em uma visita a Tarento, no sul da Itália, aceitou um convite de Dionísio I para visitar Siracusa. Foi Dião quem instigou este convite. Dião ingressou na escola filosófica de Platão, se destacando entre os discípulos de Platão.

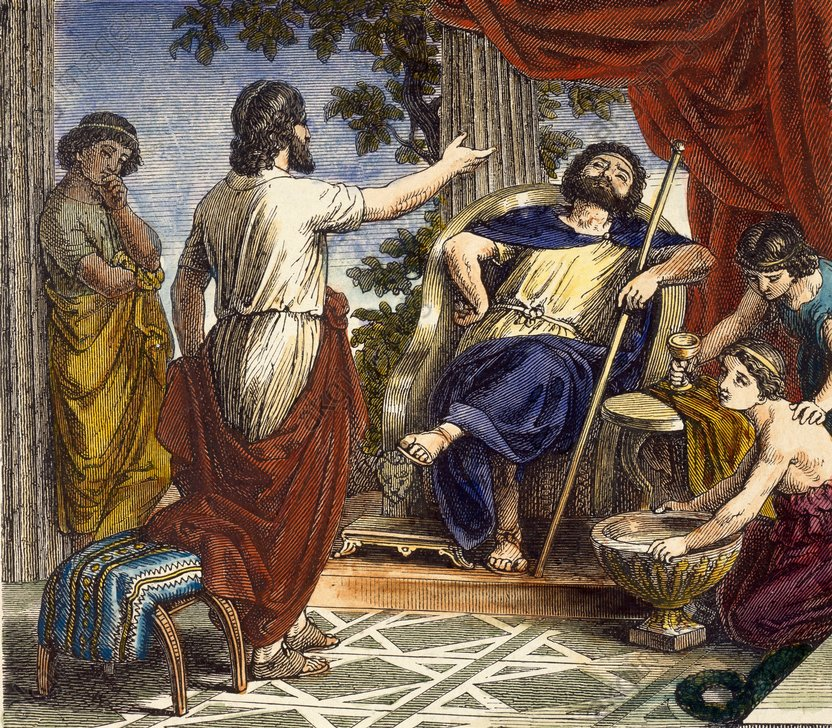
"Dião apresenta Platão a Dionísio." Gravura de 1876

Dião usou todos os esforços para inculcar as máximas de Platão nos pensamentos de Dionísio I. Certa vez, Dião convidou o déspota para uma reunião com Platão. No entanto, Dionísio I ficou ofendido com o filósofo quando Platão falou contra os líderes tirânicos. Isso gerou uma discussão, após a qual Dionísio I ordenou o assassinato do filósofo (que conseguiu escapar desse destino, embora tenha sido vendido como escravo ateniense em Egina). Apesar dessa discordância sobre Platão, a relação próxima entre Dião e Dionísio I continuou como antes.
Dionísio I estava em seu leito de morte quando Dião tentou discutir sua sucessão com ele. Dião esperava que Dionísio I entregasse o governo de Siracusa a ele ou a sua família. No entanto, sua tentativa de influenciar Dionísio I foi interrompida pelos médicos de Dionísio I, que apoiaram o jovem Dionísio II. Ao ouvir sobre os planos de Dião, Dionísio II envenenou deliberadamente seu pai, que não conseguiu pronunciar outra palavra antes de falecer.

## Dião e Dionísio II
Dionísio I temia que alguém o depusesse traiçoeiramente. Ele havia, portanto, enclausurado seu filho Dionísio II dentro da acrópole de Siracusa. A medida que crescia, ele carecia do conhecimento, capacidades, habilidades políticas ou força pessoal esperados de um futuro líder de homens. Quando Dionísio I morreu em 367 a.C., ele foi sucedido por Dionísio II. (As referências a Dionísio neste artigo a seguir referem-se a Dionísio II, a menos que especificado de outra forma.) Quando adulto, Dionísio foi dado a práticas libertinas. Cornelius Nepos era da opinião de que Dionísio carecia da força de caráter de seu pai e prestava muita atenção a conselheiros inescrupulosos que desejavam desacreditar Dion.
Quando ele assumiu como tirano de Siracusa, toda a sua corte era composta por jovens licenciosos, que estavam completamente desligados de seus deveres políticos. As instituições de Siracusa começaram então a entrar em colapso. Com sua vasta experiência política, Dião efetivamente governou a cidade-estado. Logo, o povo de Siracusa formou a opinião de que Dião era o único que poderia salvar a cidade.
Na corte de Dionísio, Dião propôs uma resposta à contínua ameaça cartaginesa. Dião ofereceu viajar para Cartago (para buscar uma solução diplomática) ou fornecer a Siracusa 50 novas trirremes com seu próprio dinheiro para lutar contra os cartagineses. Embora Dionísio ficasse encantado com essas sugestões, seus cortesãos tinham receio das intervenções de Dion. Eles sugeriram a Dioniso que Dião estava tentando derrubá-lo em favor da linhagem de sua irmã Aristómaca.
Dião concluiu que educar Dionísio seria a chave para resolver os problemas de Siracusa. Com sua formação filosófica, Dião começou a ensiná-lo sobre os princípios filosóficos e a importância da boa governança com o objetivo de torná-lo um rei filósofo. Essas lições despertaram o interesse de Dionísio, de modo que Platão foi convidado novamente para ir a Siracusa. A experiência, apesar de um começo promissor, falhou, com os oponentes de Dião ganhando influência sobre Dionísio, levando o filósofo Filisto a ser chamado de volta (depois de ter sido banido pelo velho Dionísio) e liderando a oposição a Dion.
Enfrentando uma oposição crescente aos seus planos, Dião começou a desenvolver uma conspiração, com os generais Heracleides e Teodotes, para derrubar Dionísio. Eles concordaram em esperar na esperança de uma reforma política, embora expulsariam Dionísio se isso não acontecesse. Eventualmente, Dião concordou com Heracleides em instalar uma democracia plena, por conta de seu nascimento patrício rico, ele não gostou desta forma de governo.
Mesmo assim, Platão chegou e foi recebido com muito entusiasmo. Diz-se que as conversas de Platão com Dionísio levaram a mudanças significativas nas opiniões e no comportamento de Dionísio, que se tornou sóbrio e atencioso, enquanto sua corte continuou suas práticas libertinas. Então, durante um sacrifício tradicional, Dionísio declarou abertamente que não queria mais ser um tirano.

## Banimento
Quando Dionísio expressou a opinião de que não desejava mais governar como um tirano, isso alarmou Filisto e seus apoiadores e eles fizeram uma intensa campanha contra Dion. Eles insistiram com Dionísio que Dião era o maior dos enganadores, que pretendia confiscar o reino para seus próprios sobrinhos. Dionísio acreditou em seus argumentos, e então adotou uma atitude hostil em relação a Dion.
A situação chegou a um ponto crítico quando Dionísio e Filisto interceptaram uma carta que havia sido enviada por Dião aos cartagineses. Nessa carta, Dião recomendava que os cartagineses o consultassem a respeito de um acordo de paz, porque ele lhes forneceria todas as demandas de Siracusa. Temendo uma conspiração entre Cartago e Dião e seus partidários, Dionísio fingiu uma amizade renovada com Dion. Eles caminharam até a praia onde o déspota mostrou a carta incriminadora a Dião e, sem dar a Dião a oportunidade de se defender, imediatamente forçou Dião ao exílio. Dião eventualmente foi para Atenas.
Platão ficou confinado dentro da acrópole e recebeu excelente tratamento como um convidado importante, portanto não seguiria Dion. Mais tarde, quando a guerra com Cartago recomeçou, Dionísio permitiu que o filósofo partisse de Siracusa, prometendo a Platão que permitiria que Dião voltasse a Siracusa no próximo verão.
Graças a esses eventos, havia especulações crescentes em Siracusa de que Aristomache, que era popular entre seus concidadãos, tentaria tomar o poder. Dionísio percebeu esses sentimentos e tentou resolver a situação. Publicamente, ele explicou que Dião estava temporariamente em Atenas para não provocar uma reação violenta contra Dionísio. Dião foi autorizado a manter suas propriedades em Siracusa, portanto ele ainda estava recebendo suas receitas habituais. Além disso, Dionísio entregou dois navios aos parentes de Dião para que eles pudessem enviar suas posses depois dele para Atenas.
Assim, Dião viveu entre a alta sociedade ateniense, morando com o aristocrático ateniense Calipo de Siracusa, que conheceu durante as celebrações dos Mistérios de Elêus. Além disso, Dião comprou uma residência rural para seu lazer. Seu amigo mais próximo era Espeusipo .
Dionísio atrasou o retorno de Dião até o final de sua guerra com Cartago. Ele também recomendou a Platão que Dião não deveria criticar publicamente o regime de Siracusa. Dião obedeceu, permanecendo na Academia Ateniense e estudando filosofia.
Mais tarde, Dião começou a viajar pela Grécia encontrando muitos dos estadistas locais. Dião era considerado uma celebridade na região e muitas cidades gregas o acolheram. Por exemplo, os espartanos dotaram-no de cidadania, embora a cidade-estado estivesse em guerra com Tebas e fosse aliada de Dionísio.

## Rebelião
Eventualmente, Dionísio decidiu confiscar todas as propriedades de Dião em Siracusa e o impediu de receber receita de suas propriedades. Dionísio tentou consertar sua imagem, forçando Platão a visitá-lo em Siracusa por meio de ameaças públicas contra Dion. O célebre filósofo voltou a Siracusa, mas logo ele e Dionísio começaram a discutir amargamente sobre o destino de Dion. O filósofo foi preso até que uma embaixada ateniense providenciou sua libertação. Dionísio então vendeu as propriedades de Dion (mantendo os lucros) e obrigou a esposa de Dion (e sobrinha) Arete a se casar com o conselheiro próximo do tirano, Timócrates.
Em resposta, Dião tentou iniciar uma revolta em Siracusa contra Dionísio e seus partidários. Os amigos mais próximos de Dião o avisaram que em Siracusa, a população poderia se juntar com entusiasmo à sua revolta, se ele pudesse chegar à cidade. Disseram-lhe que Dião não precisava trazer armas nem soldados.
No entanto, Dião conseguiu reunir de seus apoiadores gregos 800 soldados que se reuniram na ilha grega de Zacinto . Dião garantiu aos líderes dos mercenários que eles seriam feitos comandantes assim que derrotassem Dionísio.
Em 357 a.C., a frota de Dião partiu para a Sicília. Como sua vinda era esperada, o almirante Philistus tinha uma frota nas águas costeiras da Itália pronta para atacá-lo. Dião então navegou direto pelo mar aberto. Após 13 dias, a frota de Dião atingiu a Sicília em Pachynus . No entanto, apesar do conselho de seu próprio timoneiro, Dião navegou ainda mais ao longo da costa sul da Sicília, onde a frota foi atingida por uma tempestade e quase se espatifou nas rochas perto de Cercina, no norte da África. A frota teve que esperar cinco dias até que um vento favorável do sul o trouxesse de volta à Sicília. Dião foi então capaz de pousar em território cartaginês. Como era amigo pessoal do governador Synalus de Heraclea Minoa, os cartagineses ofereceram hospedagem e suprimentos abundantes para a expedição de Dion.
Ao saber que Dionísio navegara para Caulônia, na península italiana, com 80 navios, os soldados de Dião insistiram em entrar em ação. Dião liderou suas tropas em direção a Siracusa. Na estrada que atravessa Agrigento, Gela, Camarina e a região ao redor de Siracusa, eles se juntaram a 5.000 sicilianos que desejavam se juntar à revolta. Perto de Acrae, Dião espalhou rumores de que ele estaria atacando Lentini e Campânia . Os soldados de Dionísio dessas áreas desertaram das forças de Timócrates para defender suas respectivas cidades. Então, durante a noite, Dião ordenou que a expedição avançasse e, ao amanhecer, Dião lançou seu ataque.
Com a notícia da chegada de Dião, o povo de Siracusa matou os partidários do tirano e Timócrates teve que fugir. Dião liderou seu exército em Siracusa. Ele usava uma armadura brilhante e uma guirlanda coroava sua cabeça. Dião estava acompanhado por Megacles e Callipus. Os líderes da comunidade local os cumprimentaram. Dião proclamou que Dionísio estava agora deposto.
Uma semana depois, Dionísio retornou a Siracusa e, protegido por sua frota leal, conseguiu entrar na acrópole da ilha de Siracusa que não havia ainda sido capturada, pois era guardada por uma grande guarnição leal ao tirano. Dionísio tentou negociar com Dião, mas Dião respondeu dizendo que os agora livres Siracusanos deveriam decidir.
As propostas de Dionísio foram rejeitadas pelo povo e Dião sugeriu sua rendição. Dionísio aceitou a sugestão e convidou uma embaixada local para vir ao seu palácio para discutir os detalhes. No entanto, era uma armadilha da parte de Dionísio e os representantes de Dião foram imediatamente confinados depois de entrar no palácio.
No dia seguinte, o exército de Dionísio surpreendeu e oprimiu os muitos Siracusanos sitiantes que recuaram em total desordem. Por causa da confusão, Dião foi incapaz de dar ordens de forma mais geral, ele e seus homens atacaram as tropas de Dionísio. Dião foi ferido e acabou no chão, mas foi resgatado por seus homens. Dião montou um cavalo e se reuniu com seus apoiadores. Os mercenários estrangeiros de Dião tinham habilidades de luta superiores e forçaram os homens de Dionísio a recuar para a acrópole.

## Liderança de Siracusa

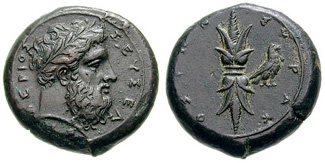
Moeda cunhada em Siracusa durante o reinado de Dion

Após a derrota de Dião das forças de Dionísio, Dião foi eleito para liderar Siracusa (com seu irmão). Dionísio e seus partidários foram confinados na cidadela.

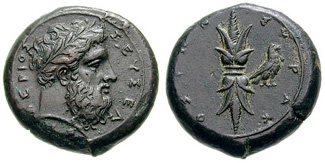
Moeda cunhada em Siracusa durante o reinado de Dion

Com sua longa ligação com a antiga tirania, logo ficou claro para o povo de Siracusa que as opiniões políticas de Dião eram conservadoras e ele não favorecia a introdução das reformas democráticas buscadas por muitos dos cidadãos de Siracusa. Dião não era um homem capaz de manter o afeto do povo, pois repelia os homens com sua arrogância. Ele também foi visto como muito interessado em orientar os siracusanos sobre como deveriam usar sua liberdade. Como resultado, os siracusanos começaram a desconfiar das intenções de Dion.
Dião logo se desentendeu com Heraclides, que formou seu próprio partido político. Heracleides foi nomeado almirante pela assembleia de Siracusa, o que aumentou sua influência na cidade. No entanto, Dião desfez esse ato alegando que seu consentimento era necessário e então se apresentou para propor Heraclides para o papel de almirante.
Heraclides continuou argumentando a favor de uma reforma democrática. Mais tarde, quando Filisto voltou da Itália com seu esquadrão, Heraclides liderou uma frota de Siracusa em uma batalha em que a frota de Filisto foi derrotada e Filisto executado. A rivalidade atingiu o pico depois que Heraclides falhou em impedir a fuga subsequente de Dionísio de Siracusa, com o filho de Dionísio, Apolócrates, sendo deixado para comandar a cidadela.
Heraclides então propôs à assembleia popular que:
- A terra de Siracusa deve ser igualmente redistribuída entre os cidadãos
- Os oficiais estrangeiros deveriam perder seu salário
- Novos comandantes deveriam ser nomeados

Dião se opôs a tais planos, mas os siracusanos reagiram decisivamente contra o que consideravam seu governo opressor (que dependia em grande parte de mercenários estrangeiros impopulares). Os siracusanos o depuseram do posto de general e nomearam 25 novos generais, entre eles Heraclides. Eles também se recusaram a pagar aos mercenários gregos que tinham vindo com Dião para Siracusa. Enquanto Dião e seus mercenários poderiam ter se voltado contra os Siracusanos, Dião decidiu abandonar Siracusa e com seus 3.000 mercenários estrangeiros e mudou-se para Lentini .
Em Lentini, Dião foi bem recebido e seus mercenários estrangeiros foram feitos cidadãos locais. Lá, o congresso siciliano realizou uma reunião, denunciando Siracusa, mas os siracusanos responderam que preferiam suas liberdades reais em vez de uma continuação da tirania.

## Recuperando o poder em Siracusa
Com a partida de Dião e seus mercenários, os siracusanos decidiram sitiar a ilha-fortaleza onde o filho de Dionísio, Apolócrates, e sua guarnição de mercenários residiam. No entanto, quando eles estavam prestes a atacar, chegaram reforços liderados por um campaniano de Nápoles, Nypsius, que navegou com sua frota até o Grande Porto de Siracusa.
A princípio, os siracusanos pareciam estar vencendo, depois que Heraclides foi para o mar e venceu uma luta marítima contra a frota que apoiava Nypsius. Com a notícia dessa vitória, o povo de Siracusa enlouqueceu de alegria e passou a noite bebendo. No dia seguinte, enquanto todos em Siracusa dormiam, Nypsius e suas tropas saíram dos portões da cidadela da ilha e assumiram o controle de partes importantes da cidade e saquearam a cidade à vontade.
Os siracusanos não puderam oferecer resistência efetiva, então enviaram uma embaixada a Lentini para se encontrar com Dion. Em resposta, Dião anunciou que seus soldados deveriam se preparar para marchar em direção a Siracusa na mesma noite.
Quando soube da chegada iminente de Dião, Nypsius ordenou que seus homens incendiassem a cidade. Durante aquela noite, a cidade de Siracusa pegou fogo enquanto muitos de seus cidadãos eram mortos. No dia seguinte, Dião liderou suas tropas pela cidade aplaudido pela população local. No entanto, as tropas de Nypsius haviam se escondido atrás da paliçada destruída da acrópole e os soldados libertadores não conseguiram alcançá-los. Os siracusanos decidiram espontaneamente atacar o inimigo, o que terminou quando Nypsius e seus homens recuaram para a cidadela onde muitos dos soldados de Nypsius foram capturados. Nypsius de alguma forma conseguiu escapar da cidade. Não muito depois, o filho de Dionísio, Apolócrates, cansado do longo cerco, entregou a cidadela da ilha a Dião e a irmã de Dião, Aristómaca, sua esposa Arete e o jovem Hipparino foram libertados.
A assembleia de Siracusa suplicou a Dião como um deus com orações quando ele retornou a Siracusa ( Plutarco, Vida de Dião 29.2). No entanto, Diodoro (16.20.6) descreveu essas honrarias como heroicas .
Durante os próximos dias, a maioria dos oponentes de Dião fugiu. Entre os poucos que permaneceram estava Heraclides, que buscou o perdão de Dion. Os mercenários estrangeiros de Dião sugeriram que ele fosse executado. No entanto, Dião o perdoou e concordou com o acordo em que Dião seria o general com poder total em terra, enquanto Heraclides permaneceria como almirante por mar.
Os siracusanos começaram a insistir, mais uma vez, na redistribuição de terras e na restauração da democracia. No entanto, de acordo com Bury, Dião pensava que a democracia era uma forma de governo tão ruim quanto a tirania. Em vez disso, ele esperava criar um estado platônico e estabelecer uma aristocracia com algumas limitações democráticas e com um rei e um senado composto de aristocratas. Além disso, o povo de Siracusa desejava ver a cidadela do tirano demolida, mas Dião permitiu que ela permanecesse. Dião parecia não ter intenção de permitir que os siracusanos cuidassem de seus próprios negócios. Sua autoridade agora era limitada apenas por seu comando conjunto com Heraclides.
Heraclides se recusou a ingressar no senado aristocrático mesmo após um convite de Dião e, novamente, o líder populista começou a conspirar. Ele protestou porque Dião não havia destruído a acrópole e porque havia trazido políticos estrangeiros. Por fim, Dião foi persuadido a consentir que Heraclides fosse assassinado em sua própria casa.
Embora Dião tenha liderado o funeral do líder popular, o assassinato foi bastante ressentido pelo povo de Siracusa.

## Assassinato
Entre aqueles que vieram com Dião da Grécia para ajudar a libertar Siracusa estava um aluno de Platão chamado Calipo .
Desde seu exílio, Dionísio ofereceu um suborno a Calipo para matar Dião e Calipo aceitou a oferta. Ele usou o dinheiro de Dionísio para subornar algumas das tropas de Dião a deserção. Calipo então ganhou a confiança de Dião traindo alguns desses soldados para Dião, que então alistou Calipo como um agente secreto para descobrir outros conspiradores. Portanto, sempre que Dião ouvia que Calipo o estava minando, Dião simplesmente pensava que Calipo estava agindo como espião.
Pouco depois, o único filho de Dião caiu de uma janela e morreu. A esposa de Dião, Arete, e a irmã, Aristomache, descobriram a conspiração de Calipo contra Dião, mas Dião ainda estava paralisado de remorso pela morte de seu filho e se recusou a agir.
Arete e Aristomache continuaram suas investigações sobre a conspiração de Calipo contra Dião, e quando Calipo descobriu sua curiosidade, ele os abordou e disse-lhes que era leal e que provaria sua lealdade. Disseram-lhe para fazer o Grande Juramento, envolvendo uma cerimônia no templo de Perséfone, que ele fez. Após a cerimônia, Calipo quebrou seu voto e planejou matar Dião no dia de celebração da deusa Perséfone.
Naquela data, Dião estava comemorando em casa com seus amigos. Os assassinos eram zacynthianos, que usavam roupas leves e estavam desarmados. Eles entraram na casa enquanto outros cúmplices começaram a fechar todas as portas e janelas. Os mercenários atacaram Dião sufocando-o e, em seguida, com uma espada curta espartana ele foi morto a facadas.
Após o assassinato de Dião, Calipo assumiu o poder e governou como tirano de Siracusa por cerca de um ano antes que Siracusa se revoltasse com sucesso contra seu governo e ele fosse exilado da cidade.

### Na cultura popular
Dião aparece como personagem no romance de Mary Renault The Mask of Apollo .